# Malena Alterio

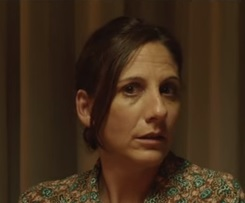
Malena Alterio im Kurzfilm Beta (2015)

Malena Grisel Alterio Bacaicoa (* 21. Januar 1974 in Buenos Aires) ist eine argentinisch-spanische Schauspielerin.
Sie ist die Tochter des Schauspielers Héctor Alterio und ihr Bruder ist der Schauspieler Ernesto Alterio. 
1974 ging sie nach Madrid und studierte Drama mit Cristina Rota. Ihre Popularität verdankt sie der Fernsehserie Aquí no hay quien viva.

## Filmografie
- 2015: Perdiendo el norte
- 2011: Cinco metros cuadrados
- 2010: Nacidas para sufrir
- 2008: Al final del camino
- 2008: Una palabra tuya
- 2007: Casual Day
- 2006: Días de cine
- 2007: Miguel y William
- 2007: Susos Turm (La Torre de Suso)
- 2005: Semen, una historia de amor
- 2005: Entre nosotros
- 2003: Las voces de la noche
- 2003: Torremolinos 73
- 2002: Cásate conmigo, Maribel
- 2002: El Balancín de Iván
- 2001: Mezclar es malísimo
- 2001: Vier Frauen gegen eine Bank (El palo)

## Fernsehen
- 2013: Brief an Evita
- 2007: La que se avecina
- 2003–2006: Aquí no hay quien viva
- 2003: El Comisario
- 1998: Hermanas

## Theater
- Charitys (1996).
- Musicantes (1996).
- Náufragos (1997).
- Lorca al rojo vivo (1998).
- La barraca (1998).
- Encierro (1999).
- La pastelera (1999)
- El obedecedor (2000)
- Rulos (2001).
- Onkel Wanja (2008)

## Ehrungen/Preis
- 2004, Festival Internacional de Cine Independiente de Ourense, Beste Hauptdarstellerin, El Balancín de Iván
- 2003, Unión de Actores, Beste Nebendarstellerin, Aquí no hay quien viva
- 2004, Premios ATV, Beste Hauptdarstellerin, Aquí no hay quien viva